# Jack Schaefer
Jack Schaefer (Cleveland, 19 novembre 1907 – Santa Fe, 24 gennaio 1991) è stato uno scrittore e giornalista statunitense.
È noto per i suoi romanzi western. La sua opera più famosa è Shane (1949), considerato il più grande romanzo western dagli Western Writers of America. Dall'opera vennero tratti l'omonimo film diretto nel 1953 da George Stevens, con protagonista Alan Ladd, e l'omonima serie televisiva del 1966 con David Carradine.